# Някрошюс, Эймунтас
Э́ймунтас Някро́шюс (лит. Eimuntas Nekrošius; 21 ноября 1952 — 20 ноября 2018, Вильнюс) — советский и литовский театральный режиссёр; Народный артист Литовской ССР (1988), лауреат Государственной премии Литовской ССР (1983), Государственной премии СССР (1987), Премии Балтийской ассамблеи по искусству (1994), Национальной премии Литвы по культуре и искусству (1997), литовской Национальной премии прогресса (2008), Государственной премии Российской Федерации (2000).

## Биография
Родился и вырос в крестьянской семье. В 1970 году, в 18 лет, поступил в Литовскую государственную консерваторию (класс Д. Тамулявичуте и В. Чибираса), через год поступил в ГИТИС на режиссёрское отделение к Андрею Гончарову.
После окончания учёбы работал в Каунасском драматическом театре (1979—1980), после чего вернулся в вильнюсский Молодёжный театр (1978—1992). В 1998 году создал театр Meno Fortas («Форт искусств»). Бессменными художниками спектаклей Някрошюса являлись его жена Надежда Гультяева и сын Марюс Някрошюс.
Умер от остановки сердца 20 ноября 2018 года, за день до своего 66-го дня рождения.

## Постановки

### Каунасский драматический театр
- 1978 — «Легенды Дуокишкиса» («Баллада Дуокишкис») С. Шальтяниса.
- 1978 — «Иванов» А. П. Чехова

### Литовский государственный молодёжный театр
- 1977 — «Вкус меда» Ш. Дилени (дипломный спектакль)
- 1980 — «Кошка за дверью» Г. Кановича и С. Шальтяниса
- 1980 — «Квадрат» (по документальной повести «А было так» В. Елисеевой)
- 1981 — «Пиросмани, Пиросмани» (по мотивам пьесы В. Н. Коростылёва «Праздник одиночества»)
- 1982 — «Любовь и смерть в Вероне» К. Антанелиса и С. Геды (рок-опера по «Ромео и Джульетте» У. Шекспира)
- 1983 — «И дольше века длится день» по Ч. Айтматову. Государственная премия СССР.
- 1986 — «Дядя Ваня» А. П. Чехова
- 1991 — «Нос» по Н. В. Гоголю

### Литовский международный фестиваль «Лайф»
- 1994 — «Моцарт и Сальери. Дон Жуан. Чума» (по «Маленьким трагедиям» А. С. Пушкина)
- 1995 — «Три сестры» А. П. Чехова
- 1996 — «Любовь и смерть в Вероне» К. Антанелиса и С. Геды (новая редакция)
- 1997 — «Гамлет» У. Шекспира (в главной роли — рок-певец А. Мамонтовас)

### «Мeно Фортас»
- 1999 — «Макбет» У. Шекспира
- 2001 — «Отелло» У. Шекспира
- 2003 — «Времена года» (две части; по поэме К. Донелайтиса)
- 2004 — «Песнь песней» (по книге Ветхого завета Песнь песней Соломона)
- 2006 — «Фауст» И. Гёте
- 2009 — «Идиот» (по роману Ф. М. Достоевского)
- 2012 — «Божественная комедия» Д. Алигьери
- 2012 — «Божественная комедия. Рай» Д. Алигьери (только для итальянских гастролей)
- 2013 — «Рай» Д. Алигьери
- 2013 — «Книга Иова» (по книге Ветхого завета)
- 2015 — «Мастер Голода» (по рассказу Ф. Кафки)
- 2017 — «Цинк (Zn)» (по романам С. Алексиевич) — совместно с Вильнюсским Молодежным театром

### Другие театры
- 2001 — «Чайка» А. П. Чехова («Театро Метастазио», Прато, Италия).
- 2002 — «Иванов» А. П. Чехова (театр Аржентино, Рим)
- 2003 — «Вишнёвый сад» А. П. Чехова (антреприза Фонда Станиславского). В ролях: Л. Максакова, Е. Миронов, В. Ильин, А. Петренко.
- 2008 — «Анна Каренина» (по роману Л. Н. Толстого); театр Сторки, Модена (Италия).
- январь 2011 — «Калигула» А. Камю. (Государственный театр наций). В ролях: Евгений Миронов (Калигула), Мария Миронова, Игорь Гордин, Алексей Девотченко[8]
- 2015 — «Борис Годунов» А. С. Пушкин (Литовский национальный театр драмы, Вильнюс)
- 2017 — «Иванов» А. П. Чехова (Хорватский национальный театр, Загреб)

### Оперные постановки
- 2002 — «Макбет» Дж. Верди (Театро Коммунале, Флоренция)
- 2003 — «Макбет» Дж. Верди (Большой театр, Москва)
- 2005 — «Борис Годунов» М. П. Мусоргского (Театр Маджо Музикале, Флоренция)
- 2005 — «Дети Розенталя» Л. А. Десятникова (Большой театр)
- 2007 — «Валькирия» Р. Вагнера (Литовский театр оперы и балета)
- 2008 — «Сказание о невидимом граде Китеже и деве Февронии» Н. А. Римского-Корсакова (Большой театр)
- 2010 — «Фауст» Ш. Гуно (Ла Скала, Милан)
- 2011 — «Отелло» Дж. Верди (Литовский театр оперы и балета, Вильнюс)

## Роли в кино
- 1983 — «Полёт через Атлантический океан» (Skrydis per Atlantą) — Стасис Гиренас — главная роль
- 1984 — «Уроки ненависти» (Neapykantos pamokos) — отец
- 1984 — «Отряд» (Burys) — ксёндз
- 1995 — «Коридор» (Koridorius)

## Награды и звания
- Заслуженный деятель искусств Литовской ССР (1986).
- Государственная премия Литовской ССР (1987) .
- «Государственная премия СССР в области литературы и искусства (1987) — за спектакли И дольше века длится день» Ч. Т. Айтматова (1983) и «Дядя Ваня» А. П. Чехова (1986), поставленные на сцене ГМТ Литовской ССР.
- Народный артист Литовской ССР (1988).
- Премия Балтийской ассамблеи по искусству (1994).
- Национальная премия Литвы по культуре и искусству (1997).
- Национальная премия прогресса Литвы (2008).
- Командорский крест ордена Великого князя Литовского Гядиминаса (10 февраля 1998 года)[9].
- Государственная премия Российской Федерации 1999 года в области просветительской деятельности (9 июня 2000 года) — за международные рождественские фестивали искусств, программы «Весь мир — наш дом», «Театр «Глобус» — детям-сиротам»[10].
- Медаль Независимости Литвы (1 июля 2000 года)[11].
- Кавалер ордена Заслуг перед Республикой Польша (2001, Польша).
- Большой крест ордена «За заслуги перед Литвой» (3 февраля 2003 года)[12].
- Памятный знак за личный вклад в развитие трансатлантических отношений Литвы и по случаю приглашения Литовской Республики в НАТО (12 февраля 2003 года)[13].
- Командор Орден Заслуг (11 августа 2003 года, Португалия)[14].
- Орден князя Ярослава Мудрого IV степени (14 ноября 2006 года, Украина) — за весомый личный вклад в развитие украинско-литовских отношений и по случаю 15-й годовщины установления дипломатических отношений между Украиной и Литовской Республикой[15].
- Национальная премия прогресса (2008).
- Офицер ордена «За заслуги перед Итальянской Республикой» (14 января 2019 года, Италия, посмертно).[16].
- Международная премия «Балтийская звезда» (2006)[17].